# Hilton (Yorkshire du Nord)
Pour les articles homonymes, voir Hilton.
Hilton est un village et une paroisse civile du Yorkshire du Nord, en Angleterre.